# 三岐鉄道モハ120形電車
三岐鉄道モハ120形電車（さんぎてつどうモハ120がたでんしゃ）は、かつて三岐鉄道三岐線に在籍した電車。
本項では同形の制御車クハ210形電車、ならびに本形式の増備車と位置付けられるモハ130形電車についても併せて記述する。

## 概要
三岐線では1956年（昭和31年）に架線電圧1,500 Vで電化されて以降、他社より購入した中古の電車（モハ100形等）によって旅客輸送を行っていたが、非電化当時より運用されていた内燃動車も依然として併用されていた。本形式はこれらを置き換えて旅客輸送の完全電車化を図るため増備されたものであり、モハ120形120・121・122、クハ210形210・211の計5両が1959年（昭和34年）から1963年（昭和38年）にかけて東洋工機で新製された。本形式は電化後に増備された旅客用電車としては三岐鉄道初の自社発注による新製車両であり、かつカルダン駆動方式を採用した初の新性能車両であった。1966年（昭和41年）にはモハ130形130が増備された。
後年西武鉄道より譲渡された20 m級車体の大型車導入に伴って、1982年（昭和57年）に全車とも高松琴平電気鉄道（琴電）へ譲渡され、同社1013形・1063形電車として2005年（平成17年）まで運用された。
なお、モハ120形・クハ210形には小田急電鉄より2100形電車を譲り受けの上、同形式へ編入した車両（モハ125、クハ215・216）も存在したが、同3両については別途記述する。

## 仕様

### 車体
車体長18m級の全金属製車体で、各部構造や窓配置等には当時日本車輌製造で新製されていた名古屋鉄道（名鉄）3700系電車（2代）の影響が強く感じられる。
前面は貫通構造の平妻形状で、併結運用を考慮して連結面側・運転台側両妻面には当初より貫通幌を装備する。左右腰板部に角型の標識灯を、中央幕板上部には白熱灯1灯式の前照灯を円筒型のケースを介してそれぞれ装備する。屋根部は張り上げ屋根構造で、乗務員扉ならびに客用扉の直上には水切りを併設している。
モハ120形・クハ210形は片運転台構造で、窓配置はd2D7D2（d:乗務員用扉、D:客用扉、各数値は側窓の枚数）、側面2箇所に1,100 mm幅の片開客用扉が設けられた2扉車である。側窓は二段上昇式のアルミサッシで、戸袋窓の固定支持方式も開閉可能窓同様にアルミサッシとされている。
モハ130形は当初より増結用車両として導入されたため、前面形状はモハ120形・クハ210形と同一ながら、両運転台構造の3扉車である点が異なる。客用扉は1,300 mm幅の両開扉に改められ、窓配置はd1(1)D(1)2(1)D(1)2(1)D(1)1d（カッコ内の数値は戸袋窓を表す）と変化した。また、側窓構造も一段下降式とされたため、側面見付はモハ120形・クハ210形とは全く異なるものとなった。
車内はロングシート仕様で、車体塗装は深緑色をベースに窓周りをクリーム色とした、当時の標準塗装であるツートンカラーであった。

### 主要機器
本形式の台車・空気制動関連以外の主要機器は全て東洋電機製造製で統一されており、モハ120形・モハ130形とも同一の機器を搭載する。
制御器は電動カム軸式ES-561を搭載する。同制御器は14段の力行ステップを有するのみで、発電制動機能は持たない簡素な構造となっている。
主電動機はTDK-820/2C（一時間定格出力75 kW）を1両当たり4基搭載する。駆動方式は中空軸平行カルダンで、歯車比は11:84 (7.64) と、落成当時としては異例に高い歯車比設定がされている。これは本来TDK-820系主電動機が全電動車方式で用いられることの多い比較的小出力の主電動機であり、本形式においては制御車牽引の必要性から、中高速域の加速特性低下を度外視して引張力を重視した設定とせざるを得なかったことに起因する。もっとも、当時の三岐線の運転最高速度は60 km/hであったことから、同歯車比設定条件下においても必要にして充分な性能は確保されていた。
台車は住友金属工業製の鋳鋼製ペデスタル式ウィングばね台車FS-17Aをモハ・クハともに装備する。同台車はTDK-820系主電動機との組み合わせで南海電気鉄道（南海）21001系電車において先行採用実績を有し、メーカー型番はFS-317Aながら、南海における社内呼称である「FS-17A」という型番もそのままに採用された。
制動装置はA動作弁を採用し、FS-17A台車が台車側に制動筒（ブレーキシリンダー）を有することから中継弁を付加したAMA-R / ACA-R自動空気制動である。前述のように発電制動は持たず、空気制動のみの装備である。
本形式においては電動発電機 (MG) ならびに空気圧縮機 (CP) といった補機類も電動車に集中搭載しており、両運転台構造のモハ130形はもちろんのこと、片運転台構造のモハ120形も電気的には1両のみの単独走行が可能であった。

## 導入後の変遷
モハ120形3両に対してクハ210形2両という新製両数が示す通り、本形式は固定編成を組むことはなく、従来車との併結運転も日常的に行われた。また、増結用車として新製されたモハ130形も、本来の用途に限定されることなくモハ120形と同様に制御車各形式と併結して運用された。
後年車体塗装がイエロー地に車体裾周りをオレンジとした新塗装に変更され、その他前照灯のシールドビーム2灯化ならびに西武より購入した電照式行先表示器を前面向かって左側の窓上部へ新設した以外、大きな変化もなく三岐線の主力車両として運用された。しかし、1977年（昭和52年）の501系（元西武501系電車）の導入以降、西武より譲渡された20 m級3扉車体の大型車が主力となると、18 m級2扉（3扉）車体と相対的に輸送力の劣る本形式は次第に扱いにくい存在と化した。そして1981年（昭和56年）より導入された601系（元西武451系電車）に代替される形で、モハ120 - 122・モハ130・クハ210・211は翌1982年（昭和57年）3月までに廃車となり、6両とも高松琴平電気鉄道（琴電）へ譲渡された。

## 高松琴平電鉄への譲渡後

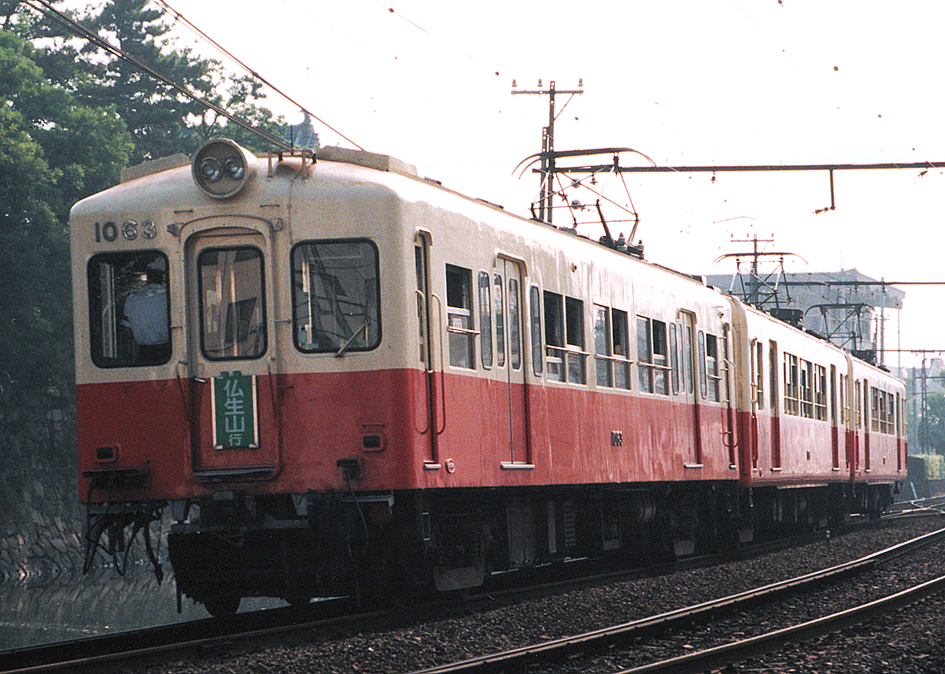
2扉化された元三岐モハ130
（琴電1063・高松築港付近）

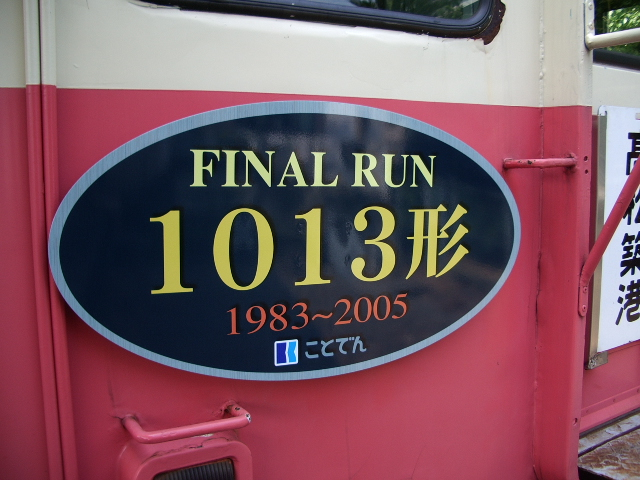
引退直前に掲げられたヘッドマーク

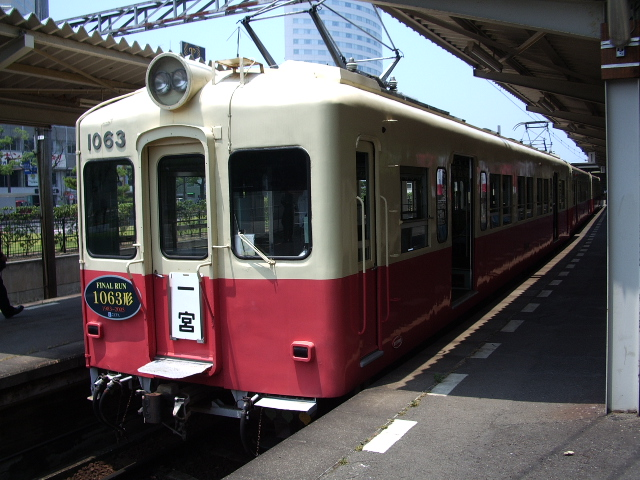
1063形にも同様のヘッドマークを設置

琴電は同社琴平線の輸送力増強ならびに車両近代化を目的として、1982年（昭和57年）7月にモハ120形・130形・クハ210形を譲り受けた。これらは翌1983年（昭和58年）5月から同年6月にかけて順次竣功し、譲渡後はモハ120形・クハ210形が1013形1013 - 1017、モハ130形が1063形1063とそれぞれ改称・改番された。

### 導入に際しての各種改造
1,067 mm（狭軌）の三岐線に対して琴電は1,435 mm（標準軌）と軌間が異なることから、導入に際しては台車周りの改造が必須であったが、従来装備していたFS-17A台車は鋳鋼製台車枠ゆえに切り継ぎによる拡幅改造が不可能であった。そのため同台車は廃棄されて琴電のストック品であった形鋼組立型釣り合い梁式台車（汽車製造製2HE・3H、ならびに木南車輌製造製DT30）へ交換され、同時に主電動機も三菱電機製MB-115AFに換装されて吊り掛け駆動化された。また、従来車との併結のため制動装置の電磁SME化も施工されている。
一方で制御器を含むその他の機器については三岐線在籍当時のまま変化はない。琴電においては手動加速制御 (HL) 車が主流であることから、従来の譲渡車については制御方式のHL化が必須とされていたが、1982年（昭和57年）に導入された1053形（元阪神電気鉄道5231形電車）において運転台主幹制御器（マスコン）をHL用のものへ交換するのみで自動加速制御車とHL車の併結を可能とする方式が実用化されたため、制御器の換装は不要となったことによる。
車体関連については、1013形では側窓へ保護棒を新設した程度の小変更に留まったが、1063形では3箇所の客用扉のうち中央部分の扉を埋込撤去し、2扉構造化された。これは当時の瓦町駅ホームが急曲線上に位置しており、3扉構造のまま運用した場合、中央扉部分におけるホームとの隙間が過大となるため危険防止の観点から施工されたものであった。扉を撤去した跡には既存の側窓と同一形状の一段下降窓が2つ新設され、窓配置はd1(1)D(1)222(1)D(1)1dとなった。その他、車体塗装の琴電標準塗装化、ならびに琴電においては不要となる電照式行先表示器の撤去が全車とも実施されている。

### 譲渡後の動向
導入後は、1013形については1013-1014・1015-1016の組み合わせで固定編成化され、半端となる1017は950形950と編成された。また、1063形は両運転台構造という特性を生かして主に増結用車両として運用された。
1015-1016は1987年（昭和62年）に台車・主電動機を新製し、再び新性能化された。台車は住友金属工業製の枕ばねをインダイレクトマウント式の空気ばねとした緩衝ゴム式台車FS-530（電動車用）・FS-030（制御車用）で、換装以前と比較して乗り心地が大幅に改善された。主電動機は三菱電機製MB-3239A（一時間定格出力110 kW）で1両当たり4基搭載し、駆動方式はWN駆動、歯車比は15:86 (5.73) である。
また、時期は不明ながら1063の客用扉が交換され、窓固定支持方式が従来のHゴム固定式から金属枠固定式に改められた。
1013形・1063形とも終始琴平線で運用されたが、1100形（元京王電鉄5000系電車）導入に伴って、1013形のうち吊り掛け駆動のままであった1013-1014・1017が1997年（平成9年）7月に廃車となった。その後は志度線・長尾線の旧型車代替が優先されたことに加え、琴電本体の民事再生法申請の影響によって琴平線の車両代替は中断されていたが、2003年（平成15年）以降1200形（元京浜急行電鉄700形電車）が大量に導入されたことに伴い、1015-1016ならびに1063も2005年（平成17年）6月25日・26日に実施されたさよなら運転を最後に廃車となり、三岐鉄道より譲渡された車両は全廃となった。
廃車後は全車とも解体処分され、現存するものはない。

## 小田急より譲渡されたグループについて
前述のように、モハ120形・クハ210形には完全新製車のほか、小田急2100形電車を譲り受けて導入した車両も存在した。モハ125・クハ215・216の3両がそれに該当する。同3両は小田急デハ2104・クハ2153・2154を種車として、1976年（昭和51年）11月に竣功した。
導入に際しては西武所沢車両工場において、連結面貫通路の狭幅化・前面貫通扉部への幌枠新設・前面貫通扉部分の行先表示器撤去・前照灯のシールドビーム2灯化・標識灯の腰板部への移設等が施工されている。また、デハ2104（三岐モハ125）は小田急における廃車時に、主電動機を同社4000形（初代）へ、台車をデニ1300形へそれぞれ供出していたことから、主電動機は国鉄制式のMT4を、台車は同釣り合い梁式TR14Aを新たに装備した。クハ125・126については小田急在籍当時と同様に住友金属工業製ペデスタル式軸ばね台車FS-14を装備した。制御器は三菱電機製電磁単位スイッチ式ABF-154-15で、小田急在籍当時と変化はない。車体塗装は当初深緑地に窓周りをクリームとした旧塗装であった。
後年新製車グループ同様に西武より購入した電照式行先表示器を前面向かって左側の窓上部へ新設し、車体塗装の新塗装化を実施した以外は特筆事項なく運用されていたが、小型車体の非冷房車であったことから、101系（元西武401系電車）の導入に伴って1990年（平成2年）12月にモハ125・クハ215が、翌1991年（平成3年）12月にクハ216がそれぞれ廃車となり、モハ120形・クハ210形は形式消滅した。